# Войнишки паметник (Брезник)
Войнишкият паметник в Брезник е издигнат в чест на загиналите войници и офицери от Пети конен полк в Балканската, Междусъюзническата и Първата световна войни. Той е исторически паметник на културата, на който се отдава военна чест.
Паметникът се намира в двора на военното поделение. Той е направен от дялан камък и е с форма на четиристенна пирамида. Височината му е 180 cm, със страни по 80 cm. Построен и открит е през 1923 г. Идеята за създаването му принадлежи едновременно на местното подофицерско дружество и близките на загиналите герои от Брезнишкия край, подкрепени от гражданите. Инициативен комитет ангажира за изграждането на паметника майстор Заро Балкански от София. Средствата за построяването на паметника са осигурени чрез доброволчество. Изписани са имената на отличени с ордена за храброст. Всяка една от останалите три страни е посветена на отделен бой, като приблизително е ориентирана в същата географска посока, където е станал боя.

## Списък на загиналите

### Лицева страна
- Старши подофицер Р. Шундов – Вукан
- Младши подофицер Г. Джелатов – Гранина
- Младши подофицер П. Кирияков – Ярославци
- Младши подофицер М. Гочев – Ранинци

### Лява страна
Кочани – 3 октомври 1915 Г.
Сярско – 1917 г.
- Ефрейтор А. Лукарски – с. Краинци
- Редник В. Краински – с. Ребро
- Редник П. Кънев – Брезник
- Редник Х. Спасов – с. Ресово
- Редник А. Попов – с. Косава
- Редник И. Аризов – с. Рикачево
- Редник А. Манов – с. Беренар

### Дясна страна
Браила
Фуркулещи – 28 ноември 1916 г.
- Ефрейтор Г. Миладинов – с. Драгодан
- Капитанн И. Ганджов – с. Бачево
- Капитанн В. Христов – Караманци
- Капитанн Г. Иванов – с. Рижинци
- Капитанн П. Манолов – с. Ноевци
- Капитанн Л. Стоименов – с. Ораново
- Капитанн С. Копривкин – с. Слокощица

### Задна страна
Криволак – 1 юли 1913 г.
- Ефрейтор М. Георгиев – Д. Митрополия
- Кон. А. Илиев – с. Ресилево
- Кон. Н. Стоименов – с. Егленица
- Кон. С. Павлов – с. Пчелинци
- Кон. Т. Спасов – с. Ярловци
- Кон. Г. Янев – с. Гюешево
- Кон. К. Леков – с. Караисен